# A Vera – A megszállott nyomozó epizódjainak listája
Ez a lap a Vera – A megszállott nyomozó epizódjainak listája.

## Évados áttekintés
| Évad | Évad | Epizód | Eredeti sugárzás    | Eredeti sugárzás     | Eredeti adó          | Magyar sugárzás      | Magyar sugárzás      | Magyar adó |
| Évad | Évad | Epizód | Évadpremier         | Évadfinálé           | Eredeti adó          | Évadpremier          | Évadfinálé           | Magyar adó |
| ---- | ---- | ------ | ------------------- | -------------------- | -------------------- | -------------------- | -------------------- | ---------- |
|      | 1    | 4      | 2011. május 1.      | 2011. május 22.      |                      | 2020. szeptember 5.  | 2020. szeptember 13. |            |
|      | 2    | 4      | 2012. április 22.   | 2012. június 3.      | 2020. szeptember 19. | 2020. szeptember 27. |                      |            |
|      | 3    | 4      | 2013. augusztus 25. | 2013. szeptember 15. | 2020. október 3.     | 2020. október 11.    |                      |            |
|      | 4    | 4      | 2014. április 27.   | 2014. május 18.      | 2020. október 17.    | 2020. október 25.    |                      |            |
|      | 5    | 4      | 2015. április 5.    | 2015. április 26.    | 2020. október 31.    | 2020. november 8.    |                      |            |
|      | 6    | 4      | 2016. január 31.    | 2016. február 21.    | 2021. október 17.    | 2021. október 30.    |                      |            |
|      | 7    | 4      | 2017. március 19.   | 2017. április 9.     | 2021. október 31.    | 2021. november 7.    |                      |            |
|      | 8    | 4      | 2018. január 7.     | 2018. január 28.     | 2021. november 13.   | 2021. november 21.   |                      |            |
|      | 9    | 4      | 2019. január 13.    | 2019. február 3.     | 2021. november 27.   | 2021. december 5.    |                      |            |
|      | 10   | 4      | 2020. január 12.    | 2020. február 2.     | 2021. december 11.   | 2021. december 19.   |                      |            |
|      | 11   | 6      | 2021. augusztus 29. | 2022. január 22.     | 2023. április 8.     | 2023. április 22.    |                      |            |
|      | 12   | 5      | 2023. január 29.    | 2023. február 19.    | 2025. június 29.     |                      |                      |            |

## Epizódok

### 1. évad (2011)
| #  | #  | Eredeti cím    | Magyar cím        | Rendezte         | Írta          | Eredeti premier | Magyar premier       |
| -- | -- | -------------- | ----------------- | ---------------- | ------------- | --------------- | -------------------- |
| 1. | 1. | Hidden Depths  | Rejtett mélységek | Adrian Shergold  | Paul Rutman   | 2011. május 1.  | 2020. szeptember 5.  |
| 2. | 2. | Telling Tales  | Mesemondó         | Peter Hoar       | Paul Rutman   | 2011. május 8.  | 2020. szeptember 6.  |
| 3. | 3. | The Crow Trap  | A varjú csapda    | Farren Blackburn | Stephen Brady | 2011. május 15. | 2020. szeptember 12. |
| 4. | 4. | Little Lazarus | Kis Lazarus       | Paul Whittington | Paul Rutman   | 2011. május 22. | 2020. szeptember 13. |

### 2. évad (2012)
| #  | #  | Eredeti cím         | Magyar cím                | Rendezte         | Írta         | Eredeti premier   | Magyar premier       |
| -- | -- | ------------------- | ------------------------- | ---------------- | ------------ | ----------------- | -------------------- |
| 5. | 1. | The Ghost Position  | Szellem terep             | Peter Hoar       | Paul Rutman  | 2012. április 22. | 2020. szeptember 19. |
| 6. | 2. | Silent Voices       | Néma hangok               | Paul Whittington | Gaby Chiappe | 2012. április 29. | 2020. szeptember 20. |
| 7. | 3. | A Certain Samaritan | Egy bizonyos szamaritánus | Ed Bazalgette    | Paul Rutman  | 2012. május 20.   | 2020. szeptember 26. |
| 8. | 4. | Sandancers          | Sandancers                | Julian Holmes    | Colin Teevan | 2012. június 3.   | 2020. szeptember 27. |

### 3. évad (2013)
| #   | #  | Eredeti cím        | Magyar cím   | Rendezte            | Írta                        | Eredeti premier      | Magyar premier    |
| --- | -- | ------------------ | ------------ | ------------------- | --------------------------- | -------------------- | ----------------- |
| 9.  | 1. | Castles in the Air | Légvárak     | Will Sinclair       | Paul Rutman és Gaby Chiappe | 2013. augusztus 25.  | 2020. október 3.  |
| 10. | 2. | Poster Child       | Menekültek   | Paul Cotter         | Paul Rutman                 | 2013. szeptember 1.  | 2020. október 4.  |
| 11. | 3. | Young Gods         | Ifjú Istenek | Dušan Lazarević     | Gaby Chiappe                | 2013. szeptember 8.  | 2020. október 10. |
| 12. | 4. | Prodigal Son       | Tékozló fiú  | Thaddeus O'Sullivan | Marston Bloom               | 2013. szeptember 15. | 2020. október 11. |

### 4. évad (2014)
| #   | #  | Eredeti cím           | Magyar cím          | Rendezte            | Írta           | Eredeti premier   | Magyar premier    |
| --- | -- | --------------------- | ------------------- | ------------------- | -------------- | ----------------- | ----------------- |
| 13. | 1. | On Harbour Street     | Titkok szigete      | Thaddeus O'Sullivan | Paul Rutman    | 2014. április 27. | 2020. október 17. |
| 14. | 2. | Protected             | Védeni bármi áron   | Daikin Marsh        | Martha Hillier | 2014. május 4.    | 2020. október 18. |
| 15. | 3. | The Deer Hunters      | A szarvasvadászok   | Will Sinclair       | Steve Coombes  | 2014. május 11.   | 2020. október 24. |
| 16. | 4. | Death of a Family Man | Egy családfő halála | David Richards      | Martha Hillier | 2014. május 18.   | 2020. október 25. |

### 5. évad (2015)
| #   | #  | Eredeti cím        | Magyar cím       | Rendezte         | Írta           | Eredeti premier   | Magyar premier    |
| --- | -- | ------------------ | ---------------- | ---------------- | -------------- | ----------------- | ----------------- |
| 17. | 1. | Changing Tides     | Hullámverés      | Marek Losey      | Martha Hillier | 2015. április 5.  | 2020. október 31. |
| 18. | 2. | Old Wounds         | Régi Hegek       | Daikin Marsh     | Martha Hillier | 2015. április 12. | 2020. november 1. |
| 19. | 3. | Muddy Waters       | Zavaros vizek    | Stewart Svaasand | Glen Laker     | 2015. április 19. | 2020. november 2. |
| 20. | 4. | Shadows in the Sky | Árnyékok az égen | Will Sinclair    | Martha Hillier | 2015. április 26. | 2020. november 8. |

### 6. évad (2016)
| #   | #  | Eredeti cím      | Magyar cím    | Rendezte       | Írta                                    | Eredeti premier   | Magyar premier    |
| --- | -- | ---------------- | ------------- | -------------- | --------------------------------------- | ----------------- | ----------------- |
| 21. | 1. | Dark Road        | Sötét utakon  | Marek Losey    | Martha Hillier                          | 2016. január 31.  | 2021. október 17. |
| 22. | 2. | Tuesday's Child  | Keddi gyermek | Jill Robertson | Glen Laker                              | 2016. február 7.  | 2021. október 23. |
| 23. | 3. | The Moth Catcher | Molycsapda    | Jamie Childs   | Paul Matthew Thompson                   | 2016. február 14. | 2021. október 24. |
| 24. | 4. | The Sea Glass    | Halászélet    | Paul Gay       | Paul Matthew Thompson és Martha Hillier | 2016. február 21. | 2021. október 30. |

### 7. évad (2017)
| #   | #  | Eredeti cím       | Magyar cím            | Rendezte        | Írta                                    | Eredeti premier   | Magyar premier    |
| --- | -- | ----------------- | --------------------- | --------------- | --------------------------------------- | ----------------- | ----------------- |
| 25. | 1. | Natural Selection | Természetes szelekció | Jamie Childs    | Helen Jenkins                           | 2017. március 19. | 2021. október 31. |
| 26. | 2. | Dark Angel        | Sötét angyal          | Louise Hooper   | Paul Matthew Thompson                   | 2017. március 26. | 2021. november 1. |
| 27. | 3. | Broken Promise    | Megszegett ígéret     | Lee Haven Jones | Robert Murphy                           | 2017. április 2.  | 2021. november 6. |
| 28. | 4. | The Blanket Mire  | Iszaptakaró           | John Hayes      | Paul Matthew Thompson és Martha Hillier | 2017. április 9.  | 2021. november 7. |

### 8. évad (2018)
| #   | #  | Eredeti cím    | Magyar cím   | Rendezte        | Írta                  | Eredeti premier  | Magyar premier     |
| --- | -- | -------------- | ------------ | --------------- | --------------------- | ---------------- | ------------------ |
| 29. | 1. | Blood and Bone | Vér és csont | Paul Gay        | Paul Matthew Thompson | 2018. január 7.  | 2021. november 13. |
| 30. | 2. | Black Ice      | Tükörjég     | David Leon      | Martha Hillier        | 2018. január 14. | 2021. november 14. |
| 31. | 3. | Home           | Otthon       | Chris Baugh     | Paul Logue            | 2018. január 21. | 2021. november 20. |
| 32. | 4. | Darkwater      | Mélyvíz      | Lee Haven-Jones | Paul Matthew Thompson | 2018. január 28. | 2021. november 21. |

### 9. évad (2019)
| #   | #  | Eredeti cím | Magyar cím  | Rendezte           | Írta                  | Eredeti premier  | Magyar premier     |
| --- | -- | ----------- | ----------- | ------------------ | --------------------- | ---------------- | ------------------ |
| 33. | 1. | Blind Spot  | Vakfolt     | Paul Gay           | Paul Logue            | 2019. január 13. | 2021. november 27. |
| 34. | 2. | Cuckoo      | Kakukkfióka | Lawrence Gough     | Paul Matthew Thompson | 2019. január 20. | 2021. november 28. |
| 35. | 3. | Cold River  | Rideg folyó | Carolina Giammetta | Martha Hillier        | 2019. január 27. | 2021. december 4.  |
| 36. | 4. | The Seagull | A sirály    | Declan O'Dwyer     | Paul Matthew Thompson | 2019. február 3. | 2021. december 5.  |

### 10. évad (2020)
| #   | #  | Eredeti cím         | Magyar cím       | Rendezte           | Írta                  | Eredeti premier  | Magyar premier     |
| --- | -- | ------------------- | ---------------- | ------------------ | --------------------- | ---------------- | ------------------ |
| 37. | 1. | Blood Will Tell     | A vér szava      | Paul Gay           | Paul Logue            | 2020. január 12. | 2021. december 11. |
| 38. | 2. | Parent Not Expected | Nem várt szülők  | Rob Evans          | Colette Kane          | 2020. január 19. | 2021. december 12. |
| 39. | 3. | Dirty               | Szenny           | Delyth Thomas      | Sally Abbott          | 2020. január 26. | 2021. december 18. |
| 40. | 4. | The Escape Turn     | Menekülő útvonal | Caroline Giammetta | Paul Matthew Thompson | 2020. február 2. | 2021. december 19. |

### 11. évad (2021-2022)
| #   | #  | Eredeti cím            | Magyar cím              | Rendezte                | Írta                  | Eredeti premier     | Magyar premier    |
| --- | -- | ---------------------- | ----------------------- | ----------------------- | --------------------- | ------------------- | ----------------- |
| 41. | 1. | Witness                | A tanú                  | Paul Gay                | Paul Logue            | 2021. augusztus 29. | 2023. április 8.  |
| 42. | 2. | Recovery               | Felépülés               | Christiana Ebohon-Green | Colette Kane          | 2021. szeptember 5. | 2023. április 9.  |
| 43. | 3. | Tyger Tyger            |                         | Paul Gay                | Paul Matthew Thompson | 2022. január 9.     | 2023. április 10. |
| 44. | 4. | As the Crow Flies      | Ahogy a varjak repülnek | Waris Islam             | Sally Abbott          | 2022. január 16.    | 2023. április 15. |
| 45. | 5. | Vital Signs            | Életjelek               | Rob Evans               | Paul Logue            | 2022. január 15.    | 2023. április 16. |
| 46. | 6. | The Way the Wind Blows | Amerre a szél fúj       | Chris Foggin            | Michael Bhim          | 2022. január 22.    | 2023. április 22. |

### 12. évad (2023)
| #   | #  | Eredeti cím          | Magyar cím | Rendezte          | Írta         | Eredeti premier   | Magyar premier |
| --- | -- | -------------------- | ---------- | ----------------- | ------------ | ----------------- | -------------- |
| 47. | 1. | Against the Tide     |            | Will Sinclair     | Lucia Haynes | 2023. január 29.  |                |
| 48. | 2. | For the Grace of God |            | Claire Winyard    | Sally Abbott | 2023. február 5.  |                |
| 49. | 3. | Blue                 |            | Khurrum M. Sultan | Paul Logue   | 2023. február 12. |                |
| 50. | 4. | The Darkest Evening  |            | Paul Gay          | Colette Kane | 2023. február 19. |                |